# 森特鎮區 (費耶特縣)
森特鎮區（Center Township），美国艾奥瓦州费耶特县的一个鎮區，总面积95.13平方公里，总人口313（2010年美国人口普查）。